# Augustin Cabanès
Pour les articles homonymes, voir Cabanès.
Augustin Cabanès, né le 30 avril 1862 à Gourdon (Lot) et mort le 5 mai 1928 à Paris, est un médecin, journaliste et historien de la médecine français.

## Biographie
Docteur en médecine de la faculté de médecine de Paris, médecin de la préfecture de la Seine, secrétaire de la Société médico-historique, Augustin Cabanès est une figure phare en matière d’histoire de la médecine, connu pour ses ouvrages relatifs à des mystères de l'histoire, et de l'histoire de la médecine en particulier.
En 1880, il commença ses études médicales à Bordeaux. Il vint bientôt à Paris suivre les cours des écoles de médecine et de pharmacie. En 1881, il fut reçu à l’internat des hôpitaux de Paris. En 1886, il obtint son diplôme de pharmacien de 1re classe. En 1889, il soutenait sa thèse de doctorat en médecine, avec une étude physiologique, chimique, botanique et thérapeutique intitulée De l’Hydrastis canadensis.
De bonne heure attiré par les lettres, Cabanès avait fait ses débuts, en 1885, dans les recherches spéciales auxquelles il devait se consacrer, par une étude sur les Souverains névropathes, travail qui parut dans le Progrès médical. Vers la même époque, il commença à collaborer à L'Intermédiaire des chercheurs et curieux, dirigé par Lucien Faucou. Peu à peu, il entra à la rédaction de plusieurs grands organes scientifiques parisiens. En 1887, il fut chargé du feuilleton et du Premier-Paris au Journal de médecine de Paris. À la France médicale, il écrivit de nombreux articles sous le pseudonyme de « Docteur Quercy » ; de même à la Gazette des hôpitaux, au Bulletin de thérapeutique, etc.
Cabanès aborda ensuite les revues littéraires : la Revue hebdomadaire, la Grande Encyclopédie, la Bévue des bévues, le Magasin pittoresque, etc. ; enfin les journaux politiques : Le Figaro, Le Gaulois, Le Journal, L'Éclair, etc.
En décembre 1894, Cabanès fonda la Chronique médicale, bimensuel où il publiait des articles inédits sur la santé des personnages de la littérature et de l’histoire, sur les relations de la médecine avec l’histoire, la littérature, l’art, la sociologie, l’économie politique, etc.
Outre cette tâche périodique, Cabanès a écrit, sur un ton toujours plaisant, une douzaine de volumes, dont plusieurs traditionalistes.
Les nombreux travaux convergeant tous vers un même but de Cabanès ont provoqué le réveil de la critique médicale historique, en expliquant maintes énigmes de l’histoire, restées indéchiffrables. Félix Régnault a fait remarquer que son succès a suscité de nombreux émules en faisant déborder de plus en plus l’art médical ses anciennes frontières, pour s’intéresser à toutes les sciences ayant pour but l’étude de l’homme. Il a contribué, dans une large mesure, à élargir l’horizon jusqu’alors limité des sciences biologiques et l’histoire.
Outre sous le nom de plume de « Dr Quercy », il a également écrit, entre autres, sous celui de « Dr Fernel ».

## Ouvrages

### Histoire médicale
- Molière et les médecins, Paris, bureaux de la Chronique médicale, 1895.
- Les Curiosités de la médecine, 3 vol., 1900-1927.

- Poisons et sortilèges, avec le docteur Lucien Nass (1874-1933), 2 vol., Paris, Plon, 1903.

- Comment se soignaient nos pères. Remèdes d'autrefois, 1905.
- Comment on se soigne aujourd'hui. Remèdes de bonne femme, avec le Docteur Barraud, 1907.
- Légendes et Curiosités de l'histoire, 5 vol., 1912-1921.
- Esquisses d'hydrologie historique. Mgr le duc de du Maine et Mme de Maintenon aux eaux de Barèges (1675-1677-1681), avec le docteur R. Molinéry, 1917.
- La Salle de garde. Histoire anecdotique des salles de garde des hôpitaux de Paris, Paris, Montagu, 1917, 128 p.
- Les goutteux célèbres, par le docteur Bienvenu [pseud. d'Augustin Cabanès], Paris, Maison de la Pipérazine Midy, 1921.
- L'Histoire éclairée par la clinique, 1921 ; Albin Michel, 1932, In8, Br, 320 p.
- L'Esprit d'Esculape, avec Gustave-Joseph Witkowski, 1922.
- Joyeux Propos d'Esculape, avec le docteur Witkowski, 1923.
- La Médecine en caricature, 4 fasc., 1925-1927.
- Poitrinaires et Grandes Amoureuses, 3 vol., 1925-1927.
- Les Cinq sens, Paris, Librairie E. le François, 1926, in-8. 308 p.
- La Goutte et l'Humour. Anecdotes et Curiosités sur la goutte et les goutteux, 1926.
- Le Mal héréditaire, 2 vol., 1926.

- Dents et dentistes à travers l'histoire, 2 tomes, Paris, Édité par les Laboratoires Bottu, 1928.
- Grands névropathes. Malades immortels, 3 vol., 1930-1935.

- Les Évadés de la médecine. Th. Renaudot. Claude Perrault. Denis-Papin. Goldsmith. Arbuthnot. Locke. Daubenton. Lamarck. Berthollet. Pilâtre de Rozier. J.-B. Salle. Louis Véron. Sainte-Beuve. G. Planche. Louis Lacaze. Berlioz, 1931.
- Le Costume du médecin, 1932.
- Médecins amateurs, 1932.

- Mœurs intimes du passé, cinquième série, « Les fléaux de l'humanité peste, lèpre, choléra, variole, grippe », Paris/Saint-Denis, Librairie Albin Michel, 1939, 479 p. 80.
- Chirurgiens et blessés à travers l'histoire. Des origines à la Croix-Rouge, sans date.

### Histoire
- Marat inconnu : l'homme privé, le médecin, le savant, 1891.
- Le Cabinet secret de l'histoire entr'ouvert par un médecin, 3 vol., 1897-1898.
- Balzac ignoré, 1899.
- Les Morts mystérieuses de l'histoire, 2 vol., 1901-1911.

- Les Indiscrétions de l'Histoire, 6 vol., 1903-1907.
- La Névrose révolutionnaire, 2.vol., en collaboration avec le docteur Lucien Nass, Paris, Albin Michel, 1906.

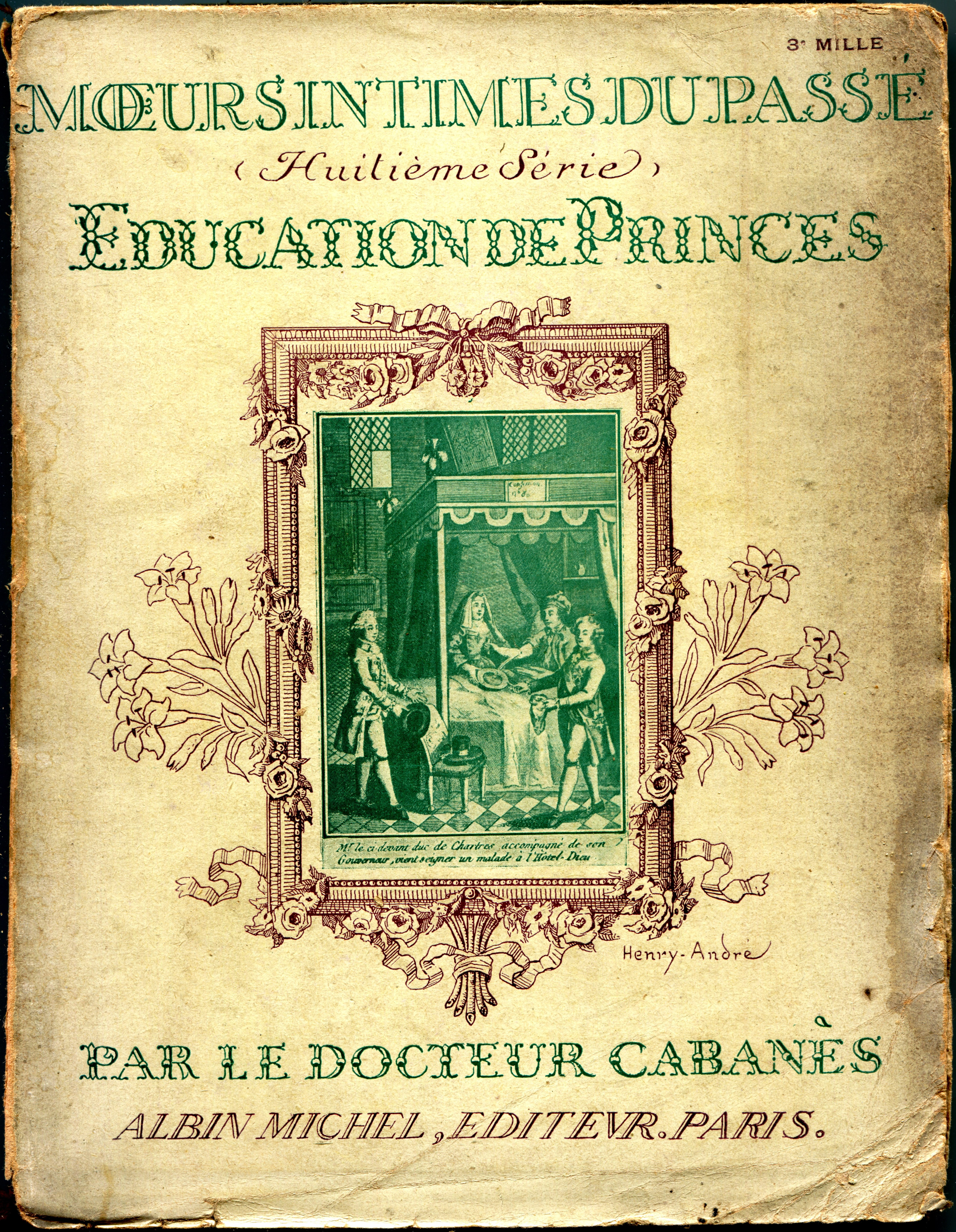
Mœurs intimes du Passé, Huitième série, « Éducation de Princes », couverture.

- Mœurs intimes du passé, 12 vol., 1908-1936.

- Fous couronnés, 1914.

- Une Allemande à la cour de France : la princesse Palatine. Les petits talents du grand Frédéric. Un médecin prussien, espion dans les salons romantiques, 1916.
- Souvenirs d'un académicien sur la Révolution, le premier Empire et la Restauration, avec introduction et notes du docteur Augustin Cabanès et suivis de la correspondance de l'auteur Charles Brifaut, Paris, Albin Michel, 1920-1921.
- Une dynastie de dégénérés. Folie d'empereur : Guillaume II jugé par la science, Paris, Albin Michel, 1920, 468 p.
- La Princesse de Lamballe intime (d'après les confidences de son médecin). Sa liaison avec Marie-Antoinette. Son rôle secret pendant la Révolution, 1922.
- Au chevet de l'Empereur, Paris, Albin Michel, 1924, 503 p.
- Dans l'intimité de l'Empereur, Paris, Albin Michel, 1925.
- L'Enfer de l'histoire. Les Réprouvés et les calomniés, 1925.
- Dans les coulisses de l'histoire, 1929.
- Les Énigmes de l'histoire, 1930.
- Les Condés. Grandeur et dégénérescence d'une famille princière, 2 vol., 1932-1933.
- Autour de la vie de bohême, 1938.
- Les Secrets de l'histoire, 1938.

### Iconographie
- Henri Manuel, Portrait du docteur Cabanès, photographie publiée dans La Chronique médicale du 1er juin 1928.
- Raymond Molinéry. M. le docteur Cabanès, avec une photo. Article publié dans l'Informateur médical du 5 janvier 1924